# Leptodactylus tapiti
Leptodactylus tapiti là một loài ếch thuộc họ Leptodactylidae.
Đây là loài đặc hữu của Brasil.
Môi trường sống tự nhiên của chúng là xavan ẩm, đồng cỏ nhiệt đới hoặc cận nhiệt đới vùng đất cao, và sông ngòi.